# Milow (bei Grabow)
Milow település Németországban, Mecklenburg-Elő-Pomeránia tartományban. Lakosainak száma 366 fő (2023. december 31.).

## Népesség
A település népességének változása:
| Lakosok száma | 399  | 390  | 374  | 357  | 371  | 366  |
|               | 2014 | 2017 | 2019 | 2021 | 2022 | 2023 |